# Mónica Lavín
Mónica Lavín Maroto (1955, Ciudad de México, México), conocida como Mónica Lavín, es una bióloga, escritora y periodista mexicana, autora de libros de cuentos, novelas y ensayos. Acompaña a escritores en formación con su proyecto en línea www.monicalavin.mx.

## Biografía
Mónica Lavín nació en el Distrito Federal (hoy Ciudad de México), México. Descendiente de españoles de Santander, es bióloga de formación, (Universidad Autónoma Metropolitana), y en ese período asistió a un taller impartido por el escritor argentino Mempo Giardinelli. Trabajó en investigación en el Instituto Nacional de Ecología, hoy Instituto Nacional de Ecología y Cambio Climático, y en publicaciones de divulgación científica. Luego se dedicó de lleno a la literatura. Desde 1985 colabora en diversas publicaciones, ha sido guionista para documentales de televisión pública (Canal Once) y directora del Departamento de Publicaciones de la Universidad Autónoma Metropolitana. Desde 2005 es profesora-investigadora de la Universidad Autónoma de la Ciudad de México en la Academia de Creación Literaria.
Publicó su primer libro de cuentos en 1986 (Cuentos de desencuentro y otros, Letras Nuevas). Entre los libros de cuentos figuran Nicolasa y los encajes (1991), Ruby Tuesday no ha muerto (Premio Nacional de Literatura Gilberto Owen 1996), Uno no sabe (2003), La corredora de Cuemanco y el aficionado a Schubert (2008), Pasarse de la raya (2011), Manual para enamorarse (2013), publicado en México y en España. Entre las novelas, La más faulera (1997), Café cortado (Premio Narrativa de Colima, 2001), Despertar los apetitos (2005), Hotel Limbo (2008), Yo, la peor (Premio Iberoamericano de Novela Elena Poniatowska 2010), Las rebeldes (2011), La casa chica (2012) y Doble filo (2014); los libros de ensayos Leo, luego escribo (2001), Apuntes y errancias (2009) y Cuento sobre cuento (2014) y Sor Juana en la cocina (en coautoría con Ana Benítez Muro, 2010). En 2013, publicó Una voz para Jacinta y otros cuentos infantiles (Norma). Con su hija, María Perujo Lavín, diseñadora gráfica, publicó Es puro cuento: Cuaderno de escritura (Selector, 2016). Sus cuentos aparecen en antologías nacionales e internacionales. Entre las más recientes: Flash Fiction International, 2015.
Ha compilado cuentos mexicanos para City Lights Bookstore: Points of Departure (2001); Un oceano di mezzo, Stampa Alternativa, Italia (2003), y Escenarios y provocaciones, Foro/Sagitario, Panamá (2014). Ha escrito crónica gastronómica y de viaje. En 2025, lanzó su proyecto de cursos de creación literaria en línea para acompañar a escritores en formación

## Premios y reconocimientos
En 1996, se le galardonó con el Premio Nacional de Literatura Gilberto Owen, por su libro Ruby Tuesday no ha muerto. Años después, obtuvo el Premio Bellas Artes de Narrativa Colima para Obra Publicada por la novela Café cortado y en 2009 se hizo acreedora al Premio Iberoaméricano de Novela Elena Poniatowska por Yo, la peor, que aborda la vida de Sor Juana Inés de la Cruz, su primera novela de corte histórico. Su obra Uno no sabe (2004) fue una de las finalistas del galardón Antonin Artaud. Cabe señalarse que varias de sus obras infantiles (predominantemente cuentos y novelas) forman parte de antologías de México y de otros países.
Ha sido jurado de numerosos premios de cuento y novela, entre ellos del Premio Rogelio Sinán en Panamá y en México del Premio Nacional de Lingüística y Literatura en 2013. Recibió el Premio Governor General de Canadá por la promoción de la literatura canadiense en México (2010). Tradujo La carpa, de la escritora y poeta canadiense Margaret Atwood (en prensa), quien le dedicó a Lavín su poema Straling the hummingbird cup. Coordinó la selección y traducción de los cuentos de Perros días de amor y otros cuentos, de Barry Callaghan (Universidad Autónoma Metropolitana, 2014). Recibió el Premio Nacional Malinalli (2011) de la Universidad Juárez Autónoma de Tabasco, donde fue la escritora homenajeada. 
Fue escritora invitada en el Centro Banff para Artes y Creatividad, en Alberta, Canadá (2000), en la Colonia de las Artes de Yaddo, en Saratoga Springs,  Estados Unidos (2014) y en el Retiro para Artistas Hermitage, en Englewood, Florida (2015).
Lavín ganó el Premio Nacional Letras de Sinaloa 2023,compartiendo el reconocimiento con Mario Bojórquez. El Instituto Sinaloense de Cultura elogió su destacada obra y trayectoria literaria. El premio fue entregado durante la Feria Internacional del Libro de Los Mochis el 5 de diciembre. Lavín, reconocida por su narrativa en cuentos y novelas, se une a la distinguida lista de ganadores del premio a lo largo de los años.

## Periodismo y escritura de guiones
Como guionista de documentales, recibió el Premio Pantalla de Cristal (2010) por la coautoría de Bajo la región más transparente (sobre Carlos Fuentes). Colabora en radio, televisión e impresos. Ha impartido conferencias y ha hecho lecturas en foros y universidades de México y del extranjero. Escribió el espectáculo de música y gastronomía para el Mariachi Charanda: Canciones a la carta. Pertenece al Sistema Nacional de Creadores.
Lavín es columnista del diario El Universal, además de haber dado conferencias tanto en universidades mexicanas como de otros países como Italia, Francia, Estados Unidos y Canadá. Escribe la columna Dorar la píldora en la sección cultural de El Universal y para la revista Farenheit. En el 2011, participó en la Conferencia Anual de Escritores, llevada a cabo en San Miguel de Allende, Guanajuato, así como en una plática suscitada en el Instituto de Artes Gráficas de Oaxaca. Igualmente, es conductora del programa de radio Ficcionario de Código DF, que se transmite vía Internet, y es anfitriona, con Rosa Beltrán, del programa literario Contraseñas, de Canal 22.

## Obras
Entre sus obras más notables, se encuentran las siguientes:
- Cuentos de desencuentro y otros (1986)
- Nicolasa y los encajes (1991)
- Retazos (1995)
- Tonada de un viejo amor (1996)
- Ruby Tuesday no ha muerto (1996)
- La más faulera (1997)
- La isla blanca (1998)
- Planeta azul, planeta gris (1998)
- Cambio de vías (1999)
- Por sevillanas (2000)
- Café cortado (2001)
- Leo, luego escribo (2001)
- Uno no sabe (2004)
- Despertar los apetitos (2005)
- Hotel Limbo (2008)
- La corredora de Cuemanco y el aficionado a Schubert (2008)
- Yo, la peor (2009)
- Las rebeldes (2011)
- La Casa Chica (2012)
- Manual para enamorarse (2012)
- Doble filo (2014)
- Es puro cuento: Cuaderno de escritura (Selector, 2016)
- Mexicontemporáneo: panorama de creadores (Aguilar, 2016)
- Cuando te hablen de amor (Planeta, 2017)
- A qué volver (Tusquets, 2018)
- La línea en la carretera (Planeta, 2018)
- Camila y el cuadro robado (Planeta, 2019)
- El lado salvaje (Tusquets, 2024)

## Vida familiar
Estuvo casada con el músico Emilio Perujo, de la banda Mariachi Charanda. La hija de ambos, María Perujo Lavín, ha publicado textos con ella.